# Most čez Savinjo na R-744 v Laškem
Most čez Savinjo v Laškem (šifra CE0263) je cestni most na regionalni cesti R3-744/2346 Štore – Svetina – Laško z dodanim pokritim pločnikom za pešce in kolesarje. Z njim upravlja Direkcija RS za infrastrukturo.

## Osnovni podatki
Most je zasnovan kot prednapeta armiranobetonska konstrukcija (plošča z dvema rebroma) in ima tri razpone, največji srednji je dolg 31,10 m, skupna dolžina konstrukcije je 78 m. Skrajna dolžina skupaj s krili je 89,20 m. Reko križa pod kotom 90 º. Največja višina mostu nad terenom je 7,35 m, Gradbena višina razponske konstrukcije pa je 1,50 m. Enostranski hodnik za pešce je širok 2,0 m in je pokrit z nadstrešnico. Prav tako enostransko na isti strani s hodnikom za pešce je 1,10 m široka kolesarska steza. Obrežna opornika sta armiranobetonska.
Zgradilo ga je podjetje Gradis GP Celje. Zgrajen je bil leta 1996.

## Sanacija
Poplave reke Savinje so novembra 2012 povzročile posedanje mostu zaradi nagiba ene izmed rečnih podpor in posledično izpada ležišč v strugi Savinje. Most je bil zaradi varnosti zaprt za ves promet. 
Pregled potapljača je pokazal močno spodjedanje temelja podpore v osi 3, do take mere da je bila ogrožena tudi stabilnost objekta. Levi rečni steber je bil tako spodjeden, da se je nagnil približno 1 meter, kar je povzročilo tudi ustrezno posedanje prekladne konstrukcije nad podporo. 
V okviru sanacije so se izvedli ukrepi za preprečitev porušitve konstrukcije, temu je sledila izgradnja začasnih stebrov za prenos vertikalnih reakcij iz poškodovanega stebra. Po izgradnji novega stebra so bile odstranjene začasne podpore in sproščen promet. Naročnik sanacije, izvedene v 2013, je bil DRSC, projektant Ponting, izvajalec VOC Celje in inženir DRI. 